# مونتياليغري ديل كاستيو
بلدية مونتياليغري ديل كاستيو (بالإسبانية: Montealegre del Castillo) هي بلدية تقع في مقاطعة البسيط التابعة لمنطقة كاستيا لا مانتشا وسط إسبانيا.

## الديموغرافيا
بلغ عدد سكان بلدية مونتياليغري ديل كاستيو 2.284 نسمة عام 2011 (وفقاً للمعهد الوطني الإسباني للإحصاء).
| 2.153 | 2.144 | 2.282 | 2.291 | 2.301 | 2.305 | 2.284 |

## أعلام
- جولييان روبيو